# Gerhard Matthäus
Gerhard Matthäus (* 3. Januar 1924) ist ein ehemaliger deutscher Fußballspieler. In den 1950er Jahren spielte er für die BSG Einheit Ost Leipzig und den SC Rotation Leipzig in der DDR-Oberliga, der höchsten Spielklasse im DDR-Fußball.

## Sportliche Laufbahn
Als 24-Jähriger stieß Gerhard Matthäus 1948 zur Leipziger Sportgemeinschaft Probstheida, die in der Saison 1948/49 um Punkte in der Fußball-Bezirksliga Leipzig spielte. Nach der Gründung der zweitklassigen Landesklasse Sachsen spielten die Probstheidaer mit Matthäus 1949/50 um die Landesmeisterschaft, konnten sich aber nur für die zur Spielzeit 1950/51 neu ins Leben gerufene Liga des Deutschen Sportausschusses (später als DDR-Liga bezeichnet) qualifizieren. Bereits im Oktober 1949 war die SG Probstheida in die Betriebssportgemeinschaft (BSG) Erich Zeigner Leipzig umgewandelt worden. Während der Ligasaison 1950/51 wurde aus Erich Zeigner die BSG Einheit Ost. Matthäus gehörte zu deren wichtigsten Spielern, er bestritt alle 18 Ligaspiele, in denen er auf elf Tore kam. 1951/52 absolvierte er in der Liga nur ein Spiel und war auch am Aufstieg in die DDR-Oberliga 1953 nur mit 17 von 24 Punktspielen und drei Toren beteiligt.
In seiner ersten Oberligasaison 1953/54 kehrte er zur alten Stärke zurück, denn er bestritt wieder alle 28 Oberligapartien und war auch mit fünf Toren erfolgreich. Er war in der Regel als Stürmer eingesetzt worden. 1954/55 gab es für die Mannschaft wieder tiefgreifende Veränderungen, denn die Fußballsektion der BSG Einheit Ost wurde im November 1954 vom neu gegründeten Sportclub Rotation Leipzig übernommen. Es wurden nur noch 26 Oberligaspiele ausgetragen, von denen Stürmer Matthäus 19 Begegnungen absolvierte und dabei zu sieben Treffern kam. Inzwischen war er 31 Jahre alt geworden, und so bestritt er für den SC Rotation im Herbst 1955 nur noch die Oberliga-Übergangsrunde, die zur Umstellung vom Sommer-Frühjahr-Rhythmus zur Kalenderjahrsaison ausgetragen wurde. Nachdem er zwölf der dreizehn Übergangsspiele absolviert und noch einmal zwei Tore geschossen hatte, beendete Gerhard Matthäus seine Laufbahn im DDR-weiten Fußballspielbetrieb. Dort war er 19-mal in der Oberliga eingesetzt worden und hatte 14 Tore erzielt. In der zweitklassigen DDR-Liga war er 36-mal zum Einsatz gekommen und hatte auch dort 14 Tore geschossen.